# Dunoon
Dunoon (gael. Dùn Omhain) – miasto w zachodniej Szkocji, w hrabstwie Argyll and Bute, położone na wschodnim wybrzeżu półwyspu Cowal, nad zatoką Firth of Clyde. W 2011 roku liczyło 8454 mieszkańców.
W XI wieku wzniesiony został tu zamek Dunoon Castle, opuszczony w XVII wieku, następnie rozebrany – do dziś zachowały się po nim jedynie nasypy ziemne. W 1646 roku waśnie międzyklanowe doprowadziły do tzw. rzezi w Dunoon. Miasto rozplanowane zostało pod koniec XVIII wieku przez Jamesa Craiga dla Johna Campbella, 5. księcia Argyll. W XIX wieku miejscowość zyskała popularność wśród zamożnych glasgowczyków, którzy wznosili tutaj swoje rezydencje; powstało wówczas także kilka hoteli. Napływ turystów ułatwiła budowa mola i uruchomienie przeprawy promowej do Gourock w 1820 roku, oraz uruchomienie regularnych połączeń pasażerskich bezpośrednio z Glasgow w latach 40. XIX wieku. W okresie zimnej wojny, w latach 1961–1992 w pobliżu miasta, na zatoce Holy Loch mieściła się baza okrętów podwodnych US Navy.
Między Dunoon a Gourock kursują promy pasażerskie i samochodowe.

## Galeria

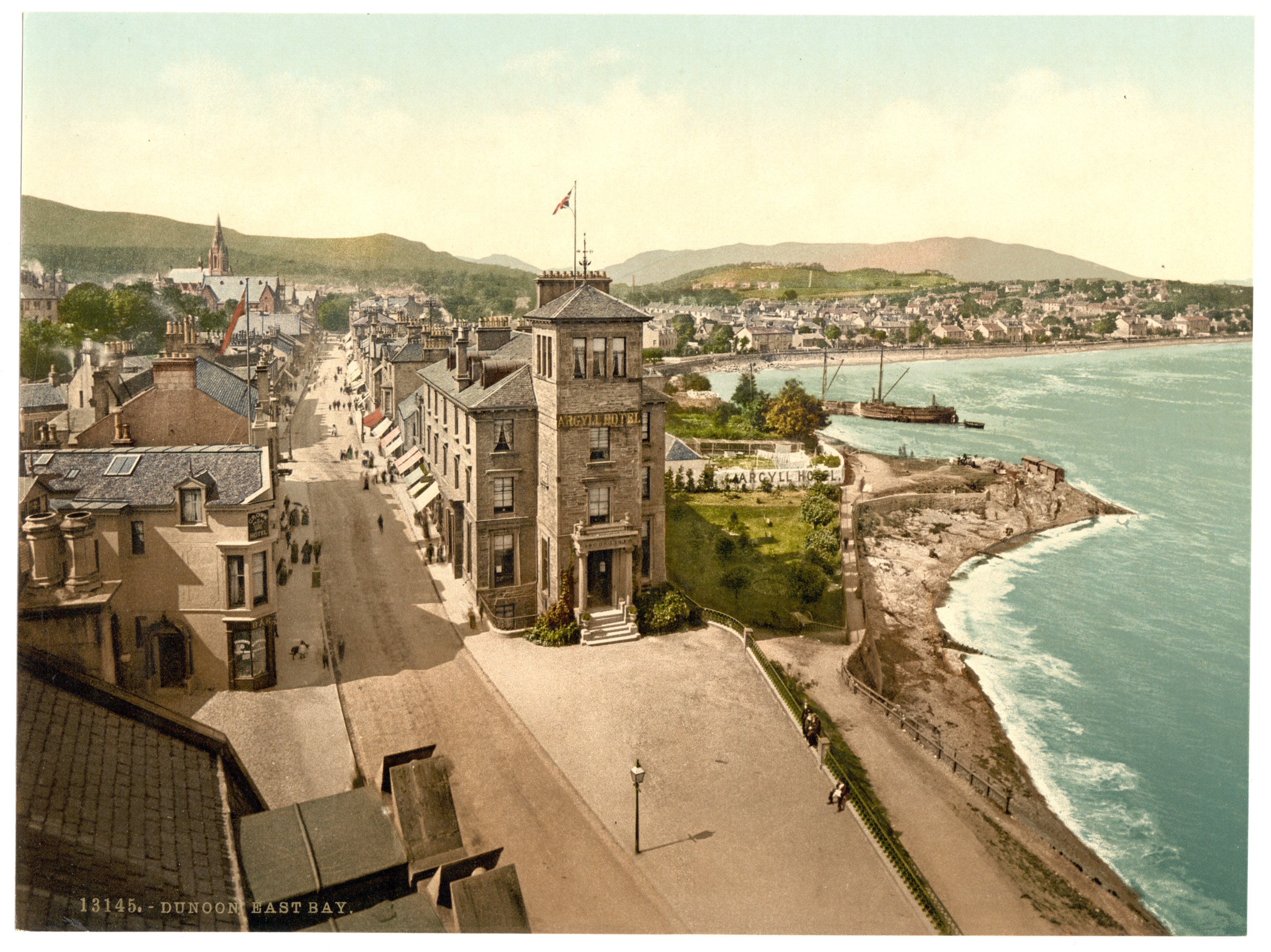
Dunoon ok. 1895 r., na pierwszym planie Argyll Hotel
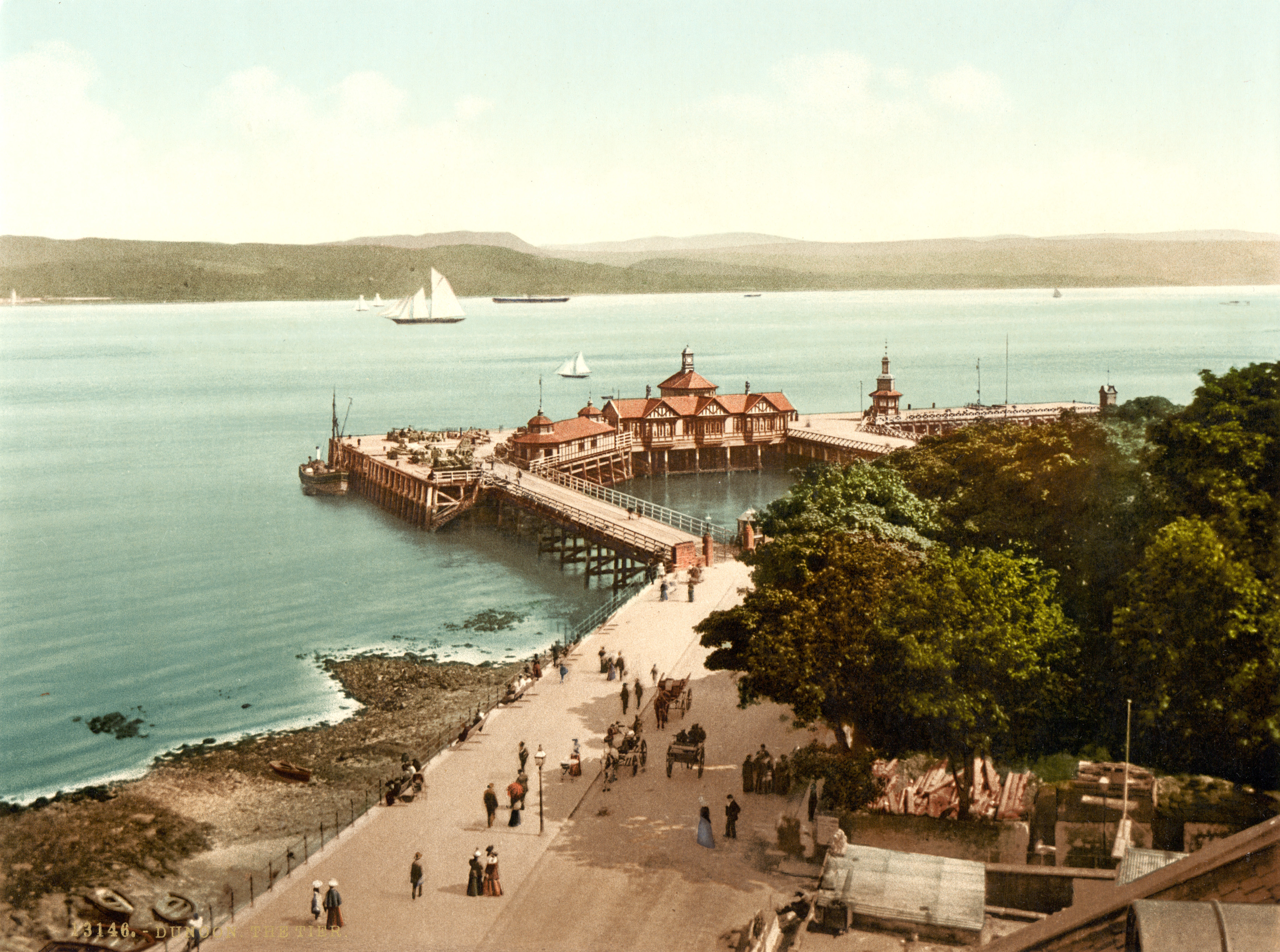
Molo w Dunoon, ok. 1895 r.
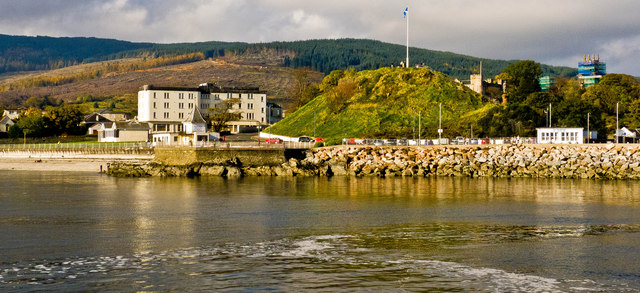
Widok na wzgórze zamkowe
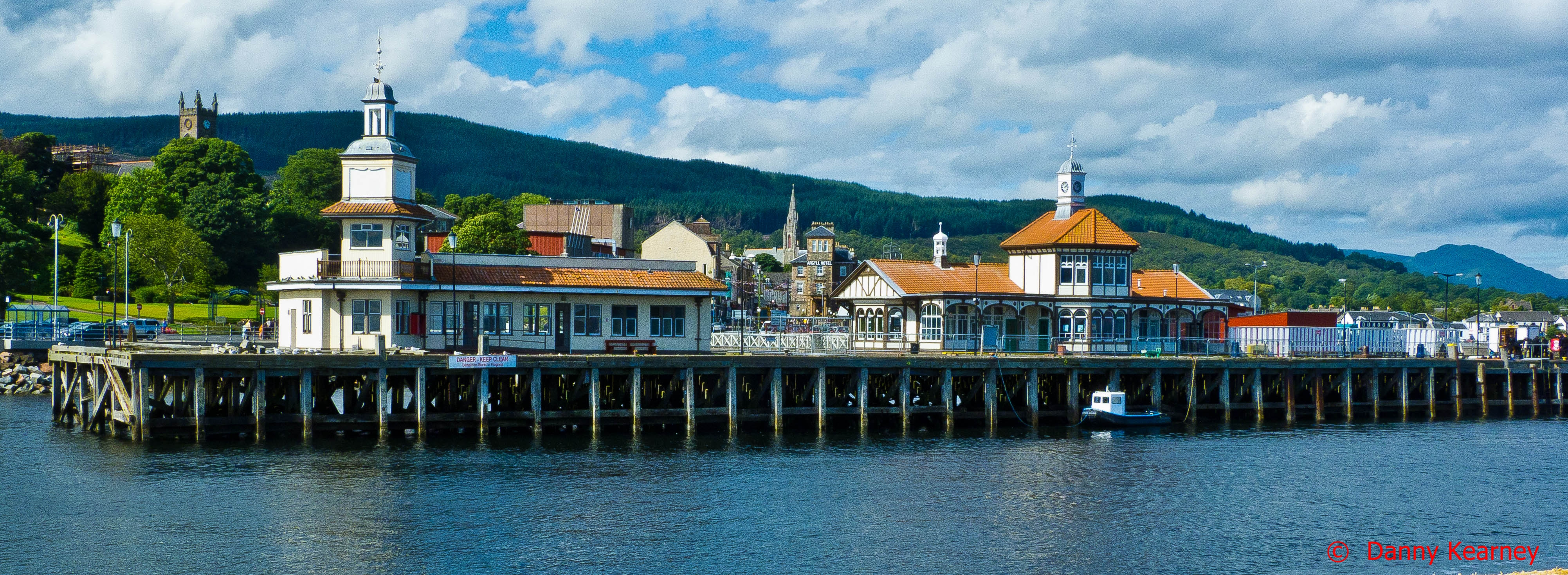
Molo w Dunoon